# Liste der Brunnenanlagen im Berliner Bezirk Reinickendorf
Die Liste der Brunnenanlagen in Reinickendorf ist eine detaillierte Übersicht der Schmuck-Brunnenanlagen im öffentlichen Raum des Berliner Bezirks Reinickendorf. Erfasst wurden auch Brunnen, die außer Betrieb oder nicht mehr vorhanden sind. Nicht aufgenommen wurden architektonisch gestaltete Entwässerungsanlagen und private Springbrunnen.
Die in allen Ortsteilen ebenfalls aufgestellten metallenen Straßen- und Notwasserbrunnen haben ein eigenes Lemma.
Im Jahr 2018 verfügte Berlin über 270 Schmuckbrunnen im öffentlichen Raum, zu denen auch Seefontänen und Planschen gehören. Bis zum Jahr 2026 sollen laut einem Vertrag alle Anlagen von den Berliner Wasserbetrieben übernommen worden sein und gewartet werden.
Diese Zusammenstellung erhebt keinen Anspruch auf Vollständigkeit.

## Überblick
Der Bezirk weist in allen seinen Ortsteilen 15 funktionierende Schmuckbrunnen aus. und Planschen sowie sieben Trinkbrunnen. Der Unterhalt der bezirklichen Brunnenanlagen kostet im Jahr durchschnittlich 90.000 Euro, die bis 2017 von der Firma Ströer Media übernommen worden waren.

## Liste der Brunnen
Die sortierbare Zusammenstellung ist nach Ortsteilen und darin nach den Straßen alphabetisch (vor)geordnet.
Legende
- OT: Ortsteil, dabei bedeuten::

Bors =Berlin-Borsigwalde, Froh = Berlin-Frohnau, Heil = Berlin-Heiligensee, Herm = Berlin-Hermsdorf, Konr = Berlin-Konradshöhe,
Lüba = Berlin-Lübars, MäVi = Berlin-Märkisches Viertel, Rein = Berlin-Reinickendorf, Tege = Berlin-Tegel,
Waid = Berlin-Waidmannslust und Witt = Berlin-Wittenau.
- Name (kursiv): Bezeichnung des Brunnens, wie vom Künstler vorgenommen
- Adresse: am nächsten gelegene(s) Straße/Gebäude, darunter Geokoordinaten (Lage)
- Jahr: wann aufgestellt
- Künstler; wenn mehr als ein Künstler bekannt sind, erfolgt die Sortierung nach dem Nachnamen des zuerst Genannten
- Kurzdarstellung: Geschichte und Details mit Bild (falls vorhanden)

| OT    | Name                              | Adresse Lage                                                                  | Jahr                          | Künstler                     | Kurzdarstellung und Bild |
| ----- | --------------------------------- | ----------------------------------------------------------------------------- | ----------------------------- | ---------------------------- | --- |
| Froh  | Barbarossa-Brunnen                | Paul-Poser-Platz Lage                                                         | 1927                          | Poser & Starke               | Der Brunnen wurde vom Frohnauer Bauverein im Zusammenhang mit der Bebauung der Gartenstadt gestiftet. – Er besteht aus einem eckigen Becken, aus Findlingen aufgemauert. An der Hangseite ist eine hohe rechteckige Steinsäule angebaut, auf der ein aus Stein gehauener knieender Knabe sitzt, in den Händen ein Hausmodell haltend. Im Postament ist die Wasserzuleitung installiert, aus der aus einem Hahn Wasser in das Becken laufen kann. |
| Froh  | Große Fontäne                     | Ludolfinger Platz Lage                                                        |                               |                              | [ 3 ] |
| Froh  | Kugelläuferin                     | Zeltinger Platz Lage                                                          | 1931                          | Otto Maerker                 | Das Original der Bronzefigur wurde vermutlich noch im Zweiten Weltkrieg als Metallspende des deutschen Volkes zu Kriegszwecken eingeschmolzen. Im Jahr 1980 stellte der Berliner Senat eine vom Bildhauer Harald Haake angefertigte Kopie am historischen Platz auf. Dreißig kreisförmig an einem Beckenrand angeordnete Fontänen sind auf die Mitte der Anlage gerichtet, wo sich eine nackte Läuferin auf einer Kugel befindet. |
| Froh  | Trinkbrunnen                      | Ludolfinger Platz Lage                                                        |                               |                              | Im Nordbereich des genannten Platzes |
| Froh  | Bärenbrunnen                      | Edelhofdamm Lage                                                              | vor dem Buddhistischen Tempel | um 1930                      | In einem runden Wasserbecken auf Straßenniveau saß ein aus Stein geschlagener Bär auf einer ebenfalls steinernen Kugel. Das Wasserbecken war im Halbrund von einer Pergola und von runden Blumenbeeten umgeben. Die Anlage befand sich vor dem Buddha-Tempel in der Gartenstadt Frohnau. Der Brunnen ist offenbar nicht mehr vorhanden. |
| MäVi  | Faun                              | Stadtplatz                                                                    |                               | Gerhard Thieme               | Die Skulptur des Fauns und die Brunnenplastik bestehen aus grünlich lackiertem sehr leichtem Glasfasergewebe. Alles zusammen offenbart eine ziemliche Dynamik. Die Teile der Brunnenanlage sind modular konzipiert, so dass sie leicht ausgetauscht werden können. Thieme hat die Figur in den Werkstätten der Firma Pützer Kunststofftechnik Bonn innerhalb von zwei Monaten hergestellt. |
| MäVi  | Fontanebogen                      | Koenigshorster Straße Lage                                                    |                               | Emanuel Scharfenberg         | Der Schmuckbrunnen steht vor dem Fontanehaus auf einer großzügigen Terrasse. Es ist ein monumentaler Bronzeguss, der aus größerer Höhe einen Wasserschwall und Wasserstrahlen in ein ebenerdiges schräg gestaltetes Becken fallen lässt. |
| MäVi  | Schalenbrunnen                    | Brunnenplatz Lage                                                             | um 1984                       |                              | Auf dem benannten Platz befindet sich ein zweistöckiger Schmuckbrunnen, der dem Schinkelbrunnen, der nun im Ortsteil Tegel steht, nachempfunden ist. Die Anlage ist ein Ergebnis der Zusammenarbeit zwischen Mark Braun Architekten, Berlin, und einem Bildhauer. Da der Brunnen auf Privatland steht, zählt er offiziell nicht zu den bezirklichen Wasserschmuckanlagen. – Nach den Planungen einer Immobilienfirma soll der Brunnenplatz überdacht werden und/oder an anderer Stelle neu entstehen.                                                   |
| MäVi  | Seggeluchbecken                   | nahe Welzower Steig Lage                                                      |                               |                              | Springfontäne in einem künstlich angelegten großen Becken |
| Reini | Trinkbrunnen Typ 1                | Am Schäfersee 25 Lage                                                         | 2019                          |                              | vor dem genannten Haus am Zugang zum Park am Schäfersee |
| Reini | Vier Wassertempel                 | Kurt-Schumacher-Damm Lage                                                     |                               |                              | Auf je einem flachen Podest ist ein niedriges quadratisches Brunnenbecken angeordnet. An jeder der vier Ecken der Kreuzung Scharnweberstraße und Kurt-Schumacher-Damm stehen kleine aus Werkstein symbolisierte Tempel. Jede Anlage ist oben offen und seitwärts von einer kleinen Grünanlage flankiert. In den flachen Becken stehen als Pusteblume geformte Wasserspeier. |
| Reini | Granitbrunnen                     | Franz-Neumann-Platz an der Markstraße Lage                                    | 1985                          | Karol Broniatowski           | Zierbrunnen, besteht aus drei flachen Granit-Becken. Die Becken sind terrassenförmig übereinander angeordnet und in jedem ist eine Aktskulptur platziert. Der flache Brunnen, Ergebnis eines Gestaltungswettbewerbs, schmückt den durch verkehrsbedingten Umbau entstandenen Platz und nimmt dessen dreieckige Grundfläche auf. Die Brunnenanlage ist nachts beleuchtet. |
| Tege  | Felsenbrunnen                     | Gorkistraße Lage                                                              |                               | Steinmetz Hartmut Breuer     | |
| Tege  | Flachwasserbecken                 | (namenlose Querstr. der Karolinenstr.) Lage                                   |                               |                              | Ein 10.000 Quadratmeter großes Flachwasserbecken befindet sich vor der Humboldt-Bibliothek und gilt offiziell als Brunnen. |
| Tege  | Schinkel-Brunnen Schalen-Brunnen  | Alt-Tegel früher: Schlossplatz Lage                                           | 1976                          | Karl Friedrich Schinkel      | Ein zweietagiger Brunnenstock, mit abgestuften Wasserschalen bestückt, die wohl aus Marmor bestehen, befindet sich in einem runden steinernen Becken von etwa fünf Metern Durchmesser. Der erste Aufstellort war der Studentenpark (heute: Platz vor der Universität der Künste Berlin) in der Charlottenburger Hardenbergstraße. Dort wurde er 1954 abgetragen und zwischengelagert. Im Jahr 1976 erhielt er seinen heutigen Platz in der Fußgängerzone des Ortsteils Tegel auf einem fünfeckigen mit Kleinpflaster gestalteten Podest.                |
| Tege  | Trinkbrunnen Typ 1                | An der Greenwichpromenade Lage                                                |                               |                              | [ 6 ] |
| Tege  | Trinkbrunnen Typ 1                | In der Gorkistraße                                                            |                               |                              | [ 6 ] |
| Tege  | Trinkbrunnen                      | In der Berliner Straße                                                        |                               |                              | [ 6 ] |
| Waid  | Jubiläumsbrunnen                  | auf dem Grundstück der Evangelischen Königin-Luise-Kirche, Bondickstraße Lage | 1925                          |                              | Der aus Sandstein gefertigte Brunnen trägt an seinem Postament die Inschrift Waidmannslust. Jubiläumsbrunnen. 1875–1925. Diese nimmt Bezug auf die Gründung des Ortsteils im Jahr 1875. In einem mehreckigen, ebenfalls aus Sandstein bestehendem, Becken befindet sich die Skulptur eines Jägerknaben mit Jägerhut, in seiner rechten Hand eine Armbrust, auf seiner linken Seite hält er einen Dackel. Auf der Rückseite des Brunnenbeckens befindet sich eine weitere Inschrift: "Im Wald und auf der Heide, da such ich meine Freude".              |
| Witt  | Wasserfall                        | Steinbergpark Lage                                                            |                               |                              | An den Betriebskosten dieser Anlage beteiligt sich auch die Wohnungsgenossenschaft Freie Scholle. |
| Witt  | Trinkbrunnen Typ 1                | Eichborndamm 215                                                              | 2019                          |                              | vor dem Rathaus Reinickendorf |
| Witt  | Springbrunnen, nun: Ostseebrunnen | Eichborndamm 239 Lage                                                         | vor 1935 1957                 | neu: Gerhard Schultze-Seehof | Auf einer historischen Ansichtskarte von Wittenau (Reinickendorf) ist ein Springbrunnen in einem leicht ovalen steinernen und etwa kniehohen Becken vor dem Rathaus-Platz abgebildet. Aus fünf asymmetrisch im Becken angeordneten voluminösen Düsen liefen aufgefächerte Wasserstrahlen in jeweils etwas unterschiedliche Richtungen und in unterschiedlichen Höhen, aber bogenförmig, zum entgegengesetzten Beckenrand. Dieser Brunnen war lange Zeit nur bepflanzt. In den 2010er Jahren wurde er umgestaltet. Ob das Wasser noch läuft, ist unklar. |

## Trinkbrunnen der Wasserbetriebe

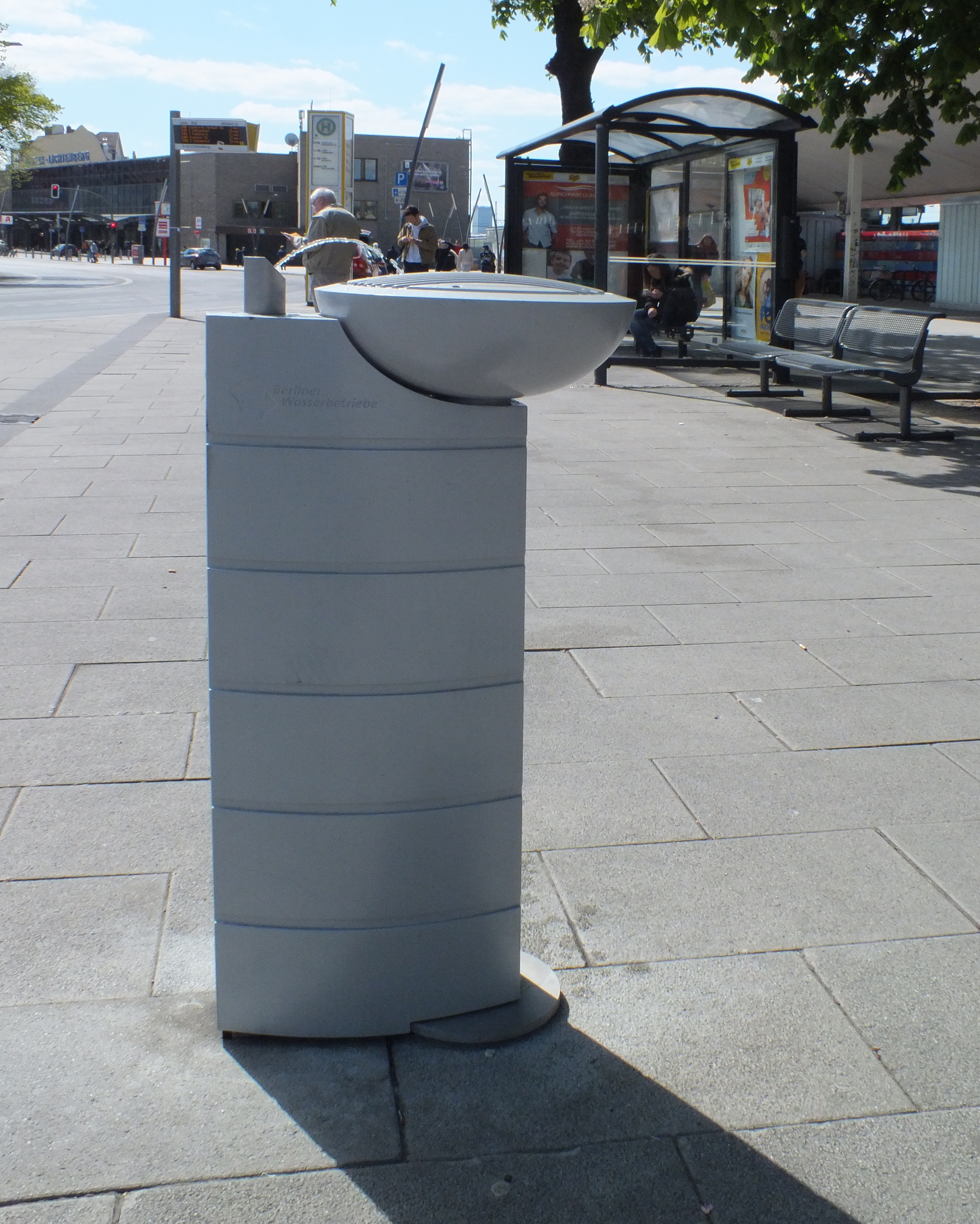
Trinkbrunnen Typ 2 (am Bahnhof Lichtenberg)

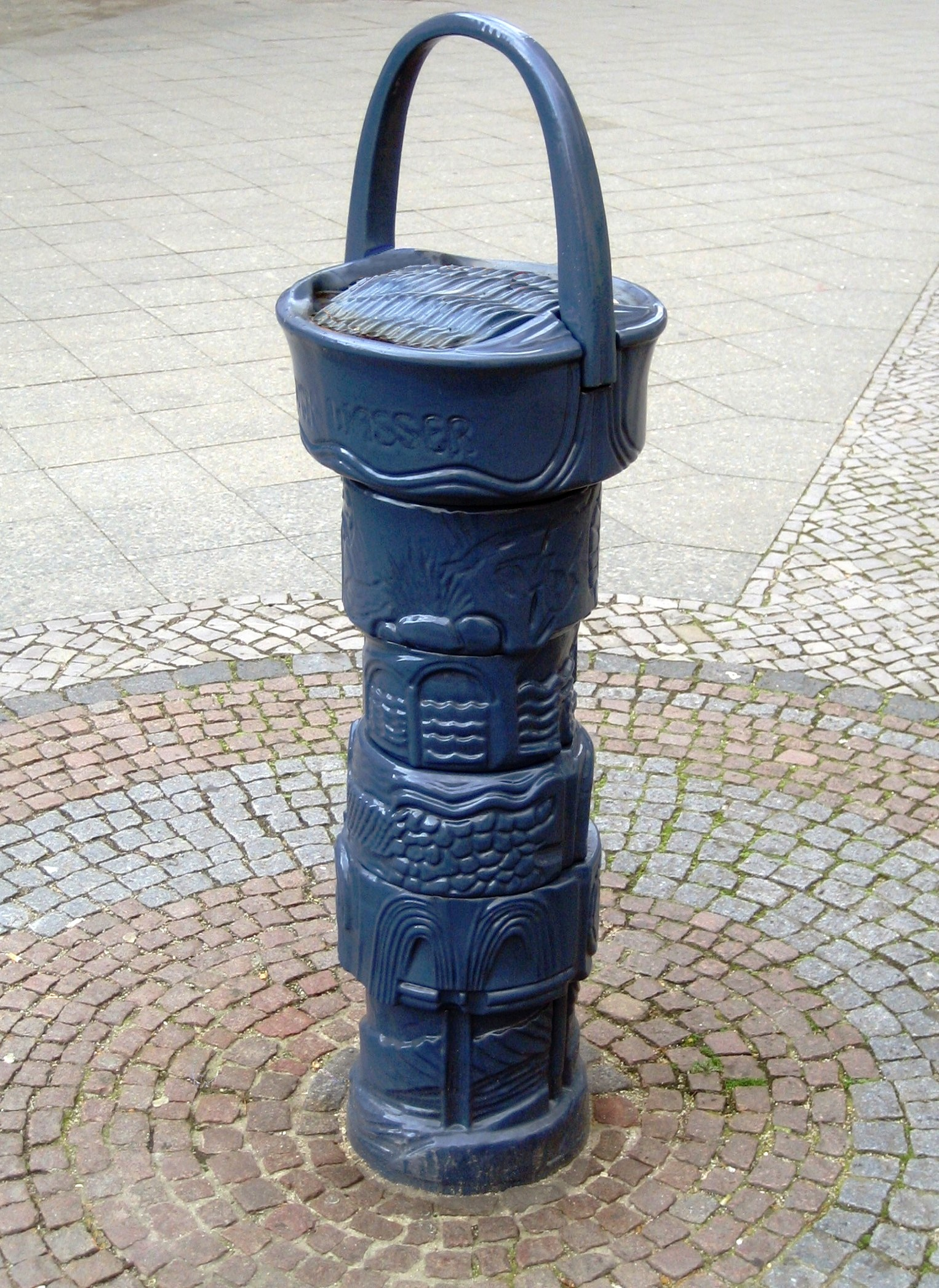
Trinkbrunnen Typ 1 (in Wilmersdorf)

Die bereits seit den 1980er Jahren vom städtischen Wasserversorger, den Berliner Wasserbetrieben, auf öffentlichen Straßen und Plätzen in Berlin installierten Brunnen dienten zunächst nur der Wartung des Trinkwasser-Leitungsnetzes. Sie wurden von Künstlern gestaltet und befinden sich seit Beginn des 21. Jahrhunderts im gesamten Stadtgebiet auf öffentlichen Plätzen, bevorzugt an stark frequentierten Stellen. Per August 2019 gibt es 96 solcher kostenlosen und bedienfreien Wasserspender. Im Juli 2018 wurde beschlossen, dass bis zum Jahresende 2019 insgesamt 100 Trinkwasserbrunnen in ganz Berlin sprudeln sollen.
In Reinickendorf standen (per 5. August 2019) sieben Trinkbrunnen (s. Auflistung).